# Hr.Ms. Van Galen (1994)
De Hr.Ms. Van Galen (F 834) is een Nederlands fregat van de Karel Doormanklasse. Het is het zesde schip dat genoemd is naar de 17e-eeuwse Nederlandse vlootvoogd Jan van Galen. De bouw van het schip vond plaats bij de Vlissingse scheepswerf Koninklijke Schelde Groep. In 2002 nam het schip voor zes maanden deel aan de operatie Enduring Freedom.
Op 1 november 2006 werd de verkoop van de Van Galen en het zusterschip Van Nes aan Portugal formeel doordat de Portugese minister van Defensie Nuno Severiano Teixeira en de Nederlandse staatssecretaris Van der Knaap het contract voor de verkoop tekende. De Van Nes is op 16 januari 2009 overgedragen en de Van Galen volgde na enig uitstel op 15 januari 2010 in het bijzijn van onder andere staatssecretaris De Vries. Het schip doet vanaf die datum dienst in de Portugese marine als D. Francisco de Almeida.